# 連德安
連德安（1994年10月29日—），台灣雪橇運動員，外號「台灣飛鷹」，2012年開始參加賽事。

## 早年
連德安是泰雅族人，來自宜蘭縣南澳部落，國中北上進入金華國中籃球隊，擔任得分後衛，但在國二暑假時因訓練過度導致左膝半月軟骨受損，因此改練雪橇運動，高中升學至強恕高中，高一時曾被強恕列為高中籃球聯賽（HBL）12人名單。

## 參賽

### 青年賽
他參加的第一個賽事為在奧地利因斯布魯克舉行的2012年冬季青年奧林匹克運動會，賽事結果為25位選手排名20。2014年代表中華臺北參加於俄羅斯索契舉行的冬季奧林匹克運動會在男子個人項目奪得39名。

### 2018年冬奧
2018年冬奧再次取得參賽資格，連續兩屆代表台灣出賽雪橇賽事，最終取得39名無緣晉級。本屆冬奧開幕式由連德安擔任中華台北代表團的掌旗官。

## 賽事成績
- 2012年冬季青年奧林匹克運動會單人雪橇第20名
- 2012年亞洲盃雪橇賽青年組單人雪橇銀牌
- 2014年俄羅斯索契冬季奧林匹克運動會單人雪橇第39名
- 2015年亞洲雪橇錦標賽單人雪橇A組第5名
- 2016年亞洲雪橇錦標賽單人雪橇A組銅牌
- 2017年亞洲雪橇錦標賽單人雪橇A組銀牌
- 2018年韓國平昌冬季奧林匹克運動會單人雪橇38名

## 外部連結
- Sochi 2014 profile （页面存档备份，存于）
- 連德安在FIL（英语）
- 連德安在Olympics.com（英语）
- 連德安在Olympedia（英语）

| 前任： 宋青陽 | 中華臺北掌旗官 · 2018 平昌 | 繼任： 何秉睿和黃郁婷 |